# Finndalshorungen
De Finndalshorungen is een berg behorende bij de gemeente Lom in de provincie Oppland in Noorwegen. De berg, gelegen in Nationaal park Reinheimen, heeft een hoogte van 1815 meter.
De Finndalshorungen is onderdeel van het gebergte Reinheimen.